# Dive (canção de Ed Sheeran)
"Dive" é uma canção gravada pelo músico inglês Ed Sheeran para ÷ (2017), seu terceiro álbum de estúdio. Aquando do lançamento inicial do disco no Reino Unido, o tema conseguiu fazer uma estreia na tabela oficial de canções dentro das dez melhores posições.

## Desempenho nas tabelas musicais
| País — Tabela musical (2017)                          | Posição de pico |
| ----------------------------------------------------- | --------------- |
| Austrália — Top 100 Singles (ARIA Charts)             | 5               |
| Áustria — Ö3 Austria Top 40                           | 26              |
| Canadá — Hot 100 (Billboard)                          | 19              |
| República Checa — Singles Digital - Top 100 (FIIF)    | 17              |
| Dinamarca — Single Top-40 (Hitlisten)                 | 13              |
| França — Top Singles (SNEP)                           | 67              |
| Alemanha — Top 100 Singles (GfK Entertainment Charts) | 23              |
| Hungria — Stream Top 40 (MAHASZ)                      | 24              |
| Irlanda — Singles Top 50 (IRMA)                       | 11              |
| Itália — Top Singoli (FIMI)                           | 29              |
| Países Baixos — Single Top 100 (MegaCharts)           | 12              |
| Nova Zelândia — Top 40 Singles (RMNZ)                 | 4               |
| Noruega — Topp 40 Singles (VG-lista)                  | 24              |
| Eslováquia — Singles Digital - Top 100 (FIIF)         | 13              |
| Suécia — Top Singles Top 100 (Sverigetopplistan)      | 28              |
| Reino Unido — Official Singles Chart Top 100 (OCC)    | 8               |
| Estados Unidos — Billboard Hot 100                    | 49              |

Certificações e vendas
| Região — Associação (Vendas)      | Certificação |
| --------------------------------- | ------------ |
| Austrália — ARIA (140 000)        | 2× Platina   |
| Canadá — Music Canada (160 000)   | 2× Platina   |
| Alemanha — BVMI (45 000)          | Ouro         |
| Itália — FIMI (50 000)            | Platina      |
| Nova Zelândia — RMNZ (15 000)     | Ouro         |
| Reino Unido — BPI (600 000)       | Platina      |
| Estados Unidos — RIAA (1 000 000) | Platina      |